# Camarasaurus
 (octobre 2012).
Genre
Espèces de rang inférieur
- Camarasaurus supremus
- Camarasaurus grandis
- Camarasaurus lentus
- Camarasaurus lewisi

Camarasaurus est un genre fossile de dinosaures sauropodes qui vivait en Amérique du Nord et en Europe pendant le Jurassique supérieur, entre 155 et 140 millions d'années avant notre ère.
Le nom signifie « lézard chambré », en référence aux chambres creuses de ses vertèbres (du grec καμαρα (kamara) signifiant « chambre voûtée », ou tout ce qui a un couvercle arqué, et σαυρος (sauros) signifiant « lézard »).

## Description
Camarasaurus mesurait 18 mètres de long, sept mètres de haut et pesait jusqu'à vingt tonnes.
Des études détaillées des dents et des mâchoires du Camarasaurus ont montré qu'il était capable de mastiquer correctement sa nourriture. Ses grandes mâchoires contenaient 48 dents. Ses dents larges et solides étant bien serrées lorsqu'il fermait ses mâchoires, aucune plante, même la plus coriace, ne lui résistait car ses dents étaient acérées comme des lames. En outre, sa mâchoire inférieure coulissait d'avant en arrière, lui permettant de broyer les plantes avant de les avaler.
Le cou du Camarasaurus était relativement court pour un sauropode. Des articulations lui conféraient une grande mobilité verticale; Camarasaurus pouvait ainsi lever la tête facilement mais son cou ne pouvait guère se déplacer latéralement, les longues côtes se chevauchant tout le long. Camarasaurus possédait également des griffes aux pattes arrière. Selon une équipe de chercheurs en géologie de l'université du Colorado, le Camarasaurus pratiquait la transhumance. De nombreux squelettes d'adultes et de jeunes ont été trouvés en Utah, au Montana et au Wyoming, ainsi qu'au Nouveau-Mexique. Cette créature était bâtie comme Brachiosaurus, mais relativement plus petite.
Un spécimen datant d'il y a 140 millions d'années est découvert en 2024 sur le site paléontologique d'Angeac-Charente.

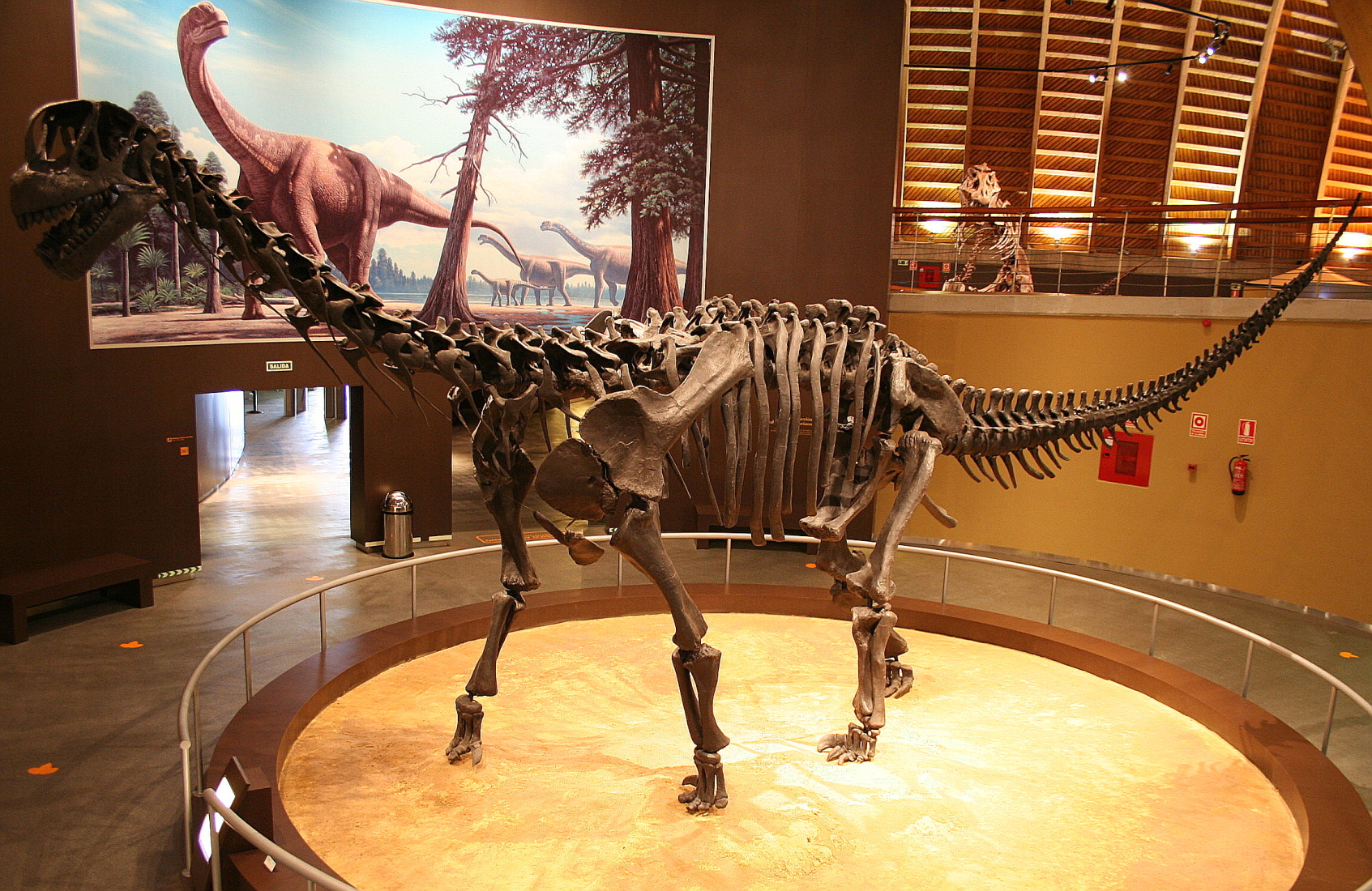
Squelette de Camarasaurus.

## Dans la culture
- Camarasaurus est présent dans les jeux Jurassic Park : Opération Genesis, The Isle, Mesozoïca, Prehistoric kingdom et Jurassic World : Evolution.
- Dans un épisode de la série documentaire Jurassic Fight Club, des Camarasaurus sont vus, l'un d'eux combat des allosaures.
- Le robot dinosaure Pleo de la société Robopolis est un bébé Camarasaurus.